# 三好功峰
三好 功峰（みよし こうほう、1935年（昭和10年）11月— ）は、日本の医学者。専門は精神医学、ことに老年精神医学と神経病理学。認知症を含めた大脳器質性精神障害の臨床的ならびに脳病変の研究。兵庫医科大学教授、京都大学大学院教授、兵庫県立高齢者脳機能研究センター所長を歴任。国際神経精神医学会会長および理事長、一般財団法人仁明会精神衛生研究所所長を務める。現職は一般財団法人仁明会精神衛生研究所名誉所長。

## 経歴
1935年、鳥取県米子市に生まれる。山陰日日新聞や日本海新聞の取締役を務めた三好徹次郎の三男。
1960年、京都大学医学部卒業。1966年 京都大学医学部附属病院助手。1968年、医学博士（京都大学）
1969年 コロンビア大学神経学教室。1973年、兵庫医科大学助教授（精神科）。1977年、兵庫医科大学教授（精神科）。1995年、京都大学大学院教授（精神医学・神経行動学）。
1999年、兵庫県立高齢者脳機能研究センター所長。2002年、一般財団法人仁明会精神衛生研究所所長。2018年、一般財団法人仁明会精神衛生研究所名誉所長。

## 人物・業績
認知症を含む大脳疾患の診断や治療においては、精神医学と神経学が密接に協力しあう専門領域である「神経精神医学」が不可欠であるとの観点から、国際神経精神学会 の設立に関わるとともに、我が国においても、この専門領域の確立を提唱した
精神医学のなかでも、大脳の器質性疾患による精神障害を主に研究した。とくに、アルツハイマー病、前頭側頭葉変性症、クロイツフェルド・ヤコブ病、パーキンソン病、脳血管性障害などの精神症状・神経症状や脳病変の研究を行った。また、老年精神医学の領域において、認知症や老年期のうつ病、幻覚、妄想、せん妄などの臨床研究に関わった。

## 学会
日本神経病理学会、日本老年精神医学会、日本生物学的精神医学会、国際神経精神医学会などの会長を歴任。国際神経精神医学会理事長を務めた。

## 著書
- 老年期の痴呆性疾患. 医学書院1998年（ISBN 4-260-11819-6 Y9000）
- 大脳疾患の精神医学. 神経精神医学からみえるもの. 中山書店2008年 (ISBN 978-4-521-73119-3)
- 認知症. 正しい理解と診断技法. 中山書店2013年 (ISBN 978-4-521-73965-6)

### 共著書
- 神経疾患と精神症状（共著者・松岡龍典）. 脳器質性精神疾患.医学書院1980年(ISBN 4260116703, ISBN 978-4260116701)

### 編著書
- 精神医学NIM. 第1版（共編者・藤縄昭）.医学書院1985年 (ISBN 4-260-17021-X)
- 精神医学NIM. 第2版（共編者・藤縄昭）.医学書院1994年  (ISBN 9784260170383)
- 痴呆の生物学（共編者・前田潔）.学会出版センター1994年 (ISBN 4-7622-7759-2)
- 人格障害と生物学.（共編者・中澤恒幸）:学会出版センター1996年 (ISBN 4-7622-9803-4)
- 器質・症状性精神障害（共編者・黒田重利）. 臨床精神医学講座10. 中山書店1997年 (ISBN 4-521-49011-5 C3347)
- 脳疾患による精神障害. 精神科ケースライブラリーV (総編集・風祭元). 中山書店1998年（ISBN 4-521-51041-8)
- 専門医のための精神医学(共編者：西園昌久、山口成良、岩崎徹也). 医学書院1998年(ISBN 4-260-11822-6 )
- 総合診療における精神医学（共編者：前田潔）. 臨床精神医学講座S7. 中山書店2000年 (ISBN 4-521-49301-7 C3347)
- アルツハイマー病.臨床精神医学講座S9 (共編者：小阪憲司). 中山書店2000年(ISBN 4-521-49321-1 C3347)
- Neuropsychiatric Disorders in the Elderly（共編者: Hirano A）. Igakushoin, Tokyo 1983年 (ISBN 0-89640-082-4)
- Contemporary Neuropsychiatry (共編者: Shapiro C, Gaviria M, Morita Y). Springer. Tokyo 2001年 (ISBN 4431703004)
- Neuropsychiatric Disorders (共編者：Morimura Y, Maeda K). Springer. Tokyo 2013年 (ISBN 978-4-431-53870-7)

### 翻訳
- 三好功峰（責任訳者）、前田潔、柏木雄次郎、黒田重利、守田嘉男、本間 昭（訳）: 米国精神医学会治療ガイドライン、アルツハイマー病と老年期の痴呆.医学書院1999年 (ISBN 4-260-17338-3)